# Jean-Maurice Chanet
Jean-Maurice Chanet (* 27. Oktober 1954 in Chaumont, Haute-Marne) ist ein ehemaliger französischer Boxer.
Jean-Maurice Chanet wurde als Amateur 1984 und 1985 Französischer Meister im Schwergewicht. Im April 1985 startete er seine Profilaufbahn, die bis Juni 1995 andauerte. Er gewann 1988 und 1989 die Französische Meisterschaft im Schwergewicht, konnte im Februar 1990 den Europameistertitel im Schwergewicht gegen Derek Williams erringen und den Gürtel im Mai 1990 im direkten Rückkampf erfolgreich verteidigen. Im Oktober 1990 verlor er vorzeitig gegen Lennox Lewis. Eine weitere Niederlage erlitt er im September 1992 gegen Herbie Hide.
Sein Sohn Jackson Chanet wurde ebenfalls Box-Europameister bei den Amateuren und Profis.